# Saint-Clair, Lot
Saint-Clair là một xã thuộc tỉnh Lot tây nam Pháp. Xã có diện tích 11 kilômét vuông, dân số theo điều tra năm 1999 là 132 người. Khu vực này có độ cao trung bình 342 mét trên mực nước biển.